# Blandine Angama
Blandine Ghislaine Angama Mendo, née le 29 octobre 1991, est une karatéka camerounaise. Elle a remporté la médaille d'or en kumite plus de 68 kg aux Jeux africains de 2011 à Maputo après une médaille de bronze en kumite plus de 60 kg aux championnats d'Afrique de karaté 2008 à Cotonou.
Elle est médaillée d'argent des moins de 68 kg et par équipe aux Championnats d'Afrique de karaté 2017 à Yaoundé. Elle est médaillée de bronze des moins de 68 kg et par équipe aux Championnats d'Afrique de karaté 2018 à Kigali.elle est médaillée  d'or  au championnat  d'afrique  en 2014.
Elle remporte la médaille d'argent en kumite des plus de 68 kg et la médaille de bronze par équipe aux Championnats d'Afrique de karaté 2019 à Gaborone et la médaille d'argent des moins de 68 kg aux Jeux africains de 2019 à Rabat.